# مونته‌رنتزیو
مونته‌رنتزیو (به ایتالیایی: Monterenzio) یک کومونه در ایتالیا است که در استان بولونیا واقع شده‌است. مونته‌رنتزیو ۱۰۵ کیلومترمربع مساحت و ۵٬۶۶۷ نفر جمعیت دارد و ۲۰۷ متر بالاتر از سطح دریا واقع شده.